# Bonnie Wright
Bonnie Francesca Wright (sinh ngày 17 tháng 2 năm 1991) là nữ diễn viên người Anh, được biết đến với vai Ginny Weasley trong loạt phim Harry Potter.
Sinh ra ở London, Wright đã có màn diễn xuất chuyên nghiệp lần đầu tiên trong Harry Potter and the Philosopher's Stone (2001), cô thể hiện vai diễn này trong mười năm cho đến bộ phim cuối cùng, Harry Potter và the Deathly Hallows - Phần 2 (2011). Sau loạt phim, Wright xuất hiện trong một loạt các phim độc lập, bao gồm Before I Sleep (2013), The Sea (2013) và After the Dark (2014); các bộ phim nhận được nhiều đánh giá trái chiều. Cô xuất hiện lần đầu trên sân khấu với vai chính trong The Moment of Truth at the Southwark Playhouse của Peter Ustinov vào năm 2013.
Wright tốt nghiệp Đại học Nghệ thuật London năm 2012 với bằng cử nhân làm phim. Sau đó, cô thành lập công ty sản xuất của riêng mình, BonBonLumiere, và bắt đầu sản xuất phim ngắn. Dự án đạo diễn đầu tiên của cô là bộ phim truyền hình dành cho tuổi mới lớn Separate We Come, Separate We Go (2012), với sự tham gia của David Thewlis, được công chiếu tại Liên hoan phim Cannes với sự đánh giá cao của giới phê bình. Cô đã đạo diễn Know Thyself (2016), với sự tham gia của Christian Coulson và Sextant (2016), cả hai đều lấy phong cảnh và cảm xúc làm chủ đề. Loạt ba phần của Wright, Phone Calls, được công chiếu lần đầu tại Liên hoan phim Tribeca năm 2017. Cô đã phát hành Medusa's Ankles (2018) với sự tham gia của Kerry Fox và Jason Isaacs , dựa trên Matisse Stories của AS Byatt. Cô cũng đã đạo diễn các video âm nhạc cho các nghệ sĩ Sophie Lowe, Pete Yorn và Scarlett Johansson.
Wright đã được công nhận vì hoạt động môi trường của mình; cô cũng là đại sứ cho các tổ chức từ thiện Greenpeace và Lumos.

## Tiểu sử
Bonnie Wright sinh ra tại London, con gái của Sheila Teague và Gary Wright, chủ công ty trang sức, Wright & Teague. Cô có một anh trai Lewis. Wright theo học tại Trường Tiểu học Prior Weston sau đó là Trường the King Alfred ở Bắc London khi vào cấp 2. Trong thời gian quay 2 phần cuối của loạt phim Harry Potter, Wright theo học tại London College of Communication của Học viện Nghệ thuật London ngành Điều hành sản xuất phim. cô dự định sẽ tiếp tục theo đuổi nghề diễn viên và công tác ở hậu đài sau khi hoàn thành Harry Potter.
Wright thích khiêu vũ, nghệ thuật, du lịch và chơi các nhạc cụ như piano, và chơi bóng đá, bơi lội, tennis, đi xe đạp, trượt băng.

## Sự nghiệp

### 2001–2011: Sự khởi đầu và loạt phimHarry Potter
Năm 1999, các buổi casting đã được tổ chức trên khắp Vương quốc Anh cho Harry Potter and the Philosopher's Stone, bộ phim chuyển thể từ cuốn tiểu thuyết bán chạy nhất của nhà văn người Anh J. K. Rowling. Anh trai của Wright đã đọc hai cuốn sách đầu tiên trong bộ truyện và nói với cô rằng cô khiến anh nhớ đến Ginny Weasley. Wright không có bất kỳ kinh nghiệm chuyên môn nào trước đó ngoài các vở kịch ở trường, và hỏi mẹ cô rằng liệu cô có thể thử vai "theo ý thích". Cô đã đạt được một bài kiểm tra trên màn ảnh cho David Heyman sau khi hình ảnh của cô được gửi cho các giám đốc tuyển chọn của bộ phim, và cha mẹ cô được thông báo rằng cô đã nhận được vai diễn này ngay sau đó.

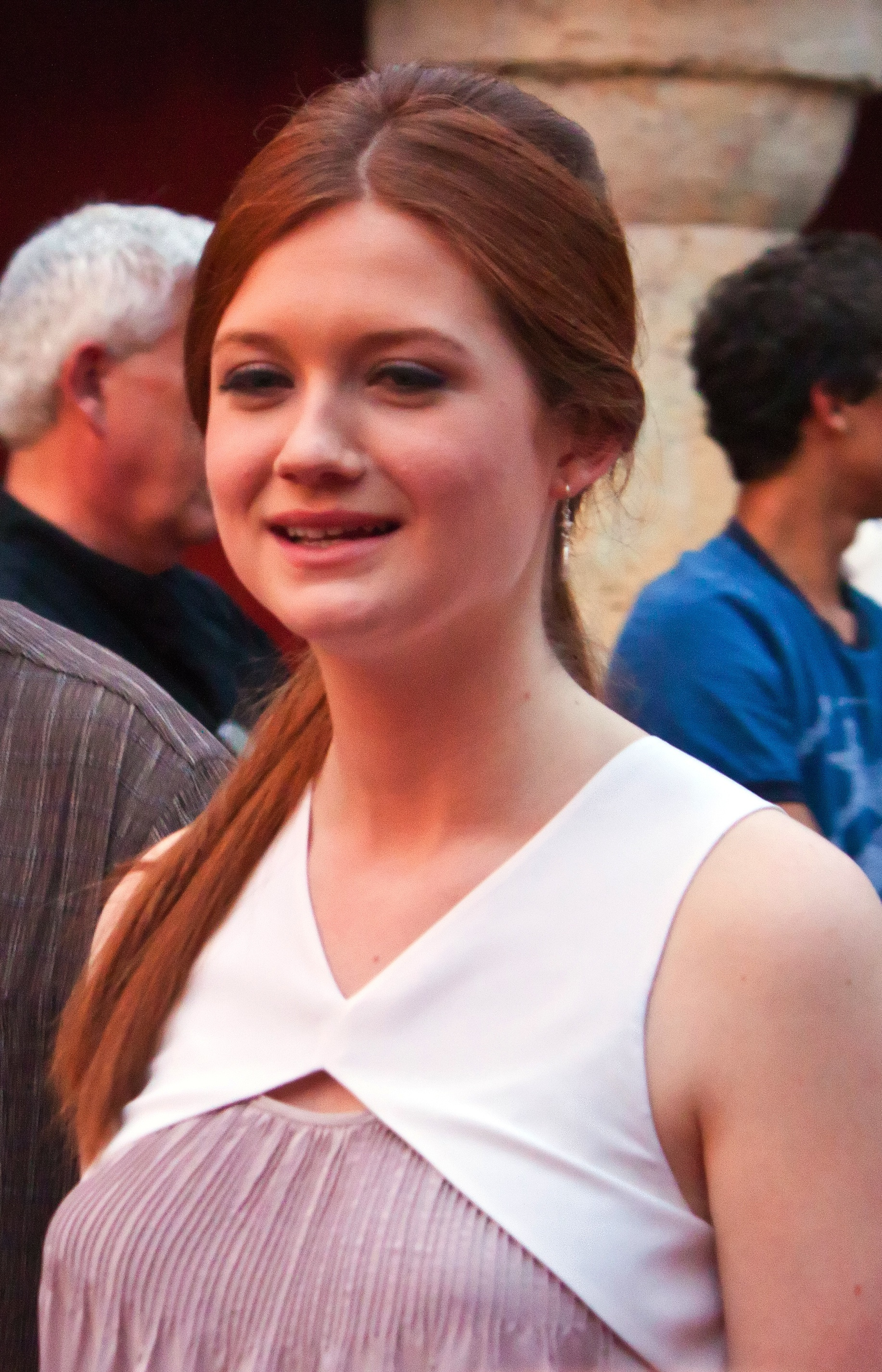
Wright tại buổi khai mạc the Wizarding World of Harry Potter năm 2010.

Wright ra mắt bộ phim lúc 9 tuổi khi bộ phim Harry Potter and the Philosopher's Stone phát hành năm 2001, xuất hiện với vai trò khách mời trong một cảnh quay tại nhà ga London King's Cross, nơi nhân vật và mẹ của cô gặp Harry Potter trong chuyến lên tàu tốc hành của Hogwarts. Bộ phim đã phá kỷ lục doanh thu và là phim có doanh thu cao nhất năm 2001. Năm sau đó, cô đã đóng lại vai diễn của mình trong Harry Potter and the Chamber of Secrets, trong đó nhân vật của cô bắt đầu học tại Hogwarts và gặp gỡ một cuốn nhật ký bí mật bắt đầu kiểm soát hành động của cô. Một nhà phê bình cho rằng vai trò của cô là "quan trọng" nhưng "kém phát triển". Bộ phim đã phá vỡ kỷ lục mở màn của người tiền nhiệm và trở thành bộ phim có doanh thu cao thứ năm mọi thời đại trong khu vực.
Trong hai năm 2002 và 2004, Wright đã đóng chung trong hai bộ phim truyền hình: Stranded (2002), một tác phẩm kinh kỳ và Agatha Christie: A Life in Pictures (2004), trong đó cô đóng vai phiên bản trẻ hơn của nhà văn chính thống. Wright có các vai phụ trong các bộ phim tiếp theo của Harry Potter and the Prisoner of Azkaban và Harry Potter and the Goblet of Fire, phát hành vào năm 2004 và 2005, đạt được thành công về mặt thương mại và ngày càng được công nhận trên toàn thế giới.
Với vai Ginny, cô xuất hiện nổi bật hơn trong Harry Potter and the Order of the Phoenix (2007), gia nhập Đội quân của cụ Dumbledore và cuối cùng tham gia vào cảnh leo núi, chiến đấu chống lại Chúa tể Voldemort và Tử thần Thực tử. Mark Adams của The Sunday Mirror đã viết rằng màn trình diễn của Wright "tạo ra tác động tinh tế và đáng nhớ nhất ... thời của cô ấy sẽ đến." Bộ phim là một thành công về mặt phê bình và thương mại, với tuần mở màn kỷ lục. Năm 2007, Wright khách mời đóng vai chính trên Disney Channel The Replacements, nơi cô ấy lồng tiếng cho Vanessa trong tập ra mắt mùa thứ hai có tựa đề "London Calling". Harry Potter and the Half-Blood Prince được phát hành vào năm 2009. Nhân vật của Wright tiếp tục phát triển, trở thành kẻ săn đuổi đội Quidditch nhà Gryffindor cũng như người yêu của Harry Potter. Variety nói rằng vai diễn của cô ấy "có âm mưu như kiểu Jane đơn giản ban đầu, người không ngừng phát triển về bạn".
Trong Harry Potter and the Deathly Hallows – Part 1 và Harry Potter and the Deathly Hallows – Part 2, Wright đã thể hiện lại vai diễn của mình lần cuối cùng, xuất hiện trong cốt truyện chiến đấu nổi bật của bộ phim và trong phần kết, lấy bối cảnh mười chín năm sau. Wright đã được đề cử cho Giải thưởng Empire cho màn trình diễn của cô trong phần phim cuối cùng. Cô cũng lồng tiếng cho Ginny trong các phiên bản trò chơi điện tử của Harry Potter and the Order of the Phoenix, Harry Potter and the Half-Blood Prince, và Harry Potter and the Deathly Hallows – Part 1. Wright là một trong mười ba diễn viên đã xuất hiện trong tất cả tám bộ phim của loạt phim Harry Potter, là một phần của dàn diễn viên mà Rowling gọi là "The Big Seven".

## Danh sách phim

### Điện ảnh
| Năm  | Tiêu đề                                       | Vai diễn      | Ghi chú                                                          |
| ---- | --------------------------------------------- | ------------- | ---------------------------------------------------------------- |
| 2001 | Harry Potter and the Philosopher's Stone      | Ginny Weasley |                                                                  |
| 2002 | Harry Potter and the Chamber of Secrets       | Ginny Weasley |                                                                  |
| 2004 | Harry Potter and the Prisoner of Azkaban      | Ginny Weasley |                                                                  |
| 2005 | Harry Potter and the Goblet of Fire           | Ginny Weasley |                                                                  |
| 2007 | Harry Potter and the Order of the Phoenix     | Ginny Weasley |                                                                  |
| 2009 | Harry Potter and the Half-Blood Prince        | Ginny Weasley |                                                                  |
| 2010 | Harry Potter and the Deathly Hallows – Part 1 | Ginny Weasley |                                                                  |
| 2011 | Harry Potter and the Deathly Hallows – Part 2 | Ginny Weasley |                                                                  |
| 2013 | The Sea                                       | Rose          | North American premiere 2013 Toronto International Film Festival |
| 2013 | After the Dark                                | Georgina      | (formerly known as "The Philosophers")                           |
| 2013 | Before I Sleep                                | Phoebe        |                                                                  |
| 2014 | How (Not) to Rob a Train                      | Bonnie        |                                                                  |
| 2014 | My Dad Is Scrooge                             | Connie        | Voice role                                                       |
| 2015 | Sweat                                         | Mia           | Short film                                                       |
| 2015 | Who Killed Nelson Nutmeg?                     | Diane         | [ 23 ]                                                           |
| 2018 | A Christmas Carol                             | Nell          |                                                                  |
| TBA  | Those Who Wander                              | Zoe           | Unreleased film                                                  |

### Truyền hình
| Năm  | Tiêu đề                                           | Vai diễn              | Ghi chú                               |
| ---- | ------------------------------------------------- | --------------------- | ------------------------------------- |
| 2002 | Stranded                                          | Young Sarah Robinson  | Television film                       |
| 2004 | Agatha Christie: A Life in Pictures               | Young Agatha Christie | Television film                       |
| 2007 | The Replacements                                  | Vanessa               | Episode: "London Calling"; voice role |
| 2007 | King of the Hill                                  | Hannah                | Episode: "Bobby Rae"; voice role      |
| 2022 | Harry Potter 20th Anniversary: Return to Hogwarts | Chính mình            | Reunion Special                       |

### Nhà hát
| Năm  | Tiêu đề             | Vai diễn | Ghi chú             |
| ---- | ------------------- | -------- | ------------------- |
| 2013 | The Moment of Truth | The Girl | Southwark Playhouse |

### Trò chơi điện tử
| Năm  | Game                                          | Vai lồng tiếng | Ghi chú |
| ---- | --------------------------------------------- | -------------- | ------- |
| 2007 | Harry Potter and the Order of the Phoenix     | Ginny Weasley  |         |
| 2009 | Harry Potter and the Half-Blood Prince        | Ginny Weasley  |         |
| 2010 | Harry Potter and the Deathly Hallows – Part 1 | Ginny Weasley  |         |
| 2011 | Harry Potter and the Deathly Hallows – Part 2 | Ginny Weasley  |         |

### Công viên chủ đề
| Năm  | Tiêu đề                                | Vai lồng tiếng | Notes                                                      |
| ---- | -------------------------------------- | -------------- | ---------------------------------------------------------- |
| 2010 | Harry Potter and the Forbidden Journey | Ginny Weasley  | Theme park attraction. The Wizarding World of Harry Potter |

### Đạo diễn
| Năm  | Phim                             | Vai trò                                | Notes                                                                                   |
| ---- | -------------------------------- | -------------------------------------- | --------------------------------------------------------------------------------------- |
| 2012 | Separate We Come, Separate We Go | Writer and director, directorial debut | Premiered at the Cannes Film Festival short film corner                                 |
| 2013 | Dreaming                         | Director                               | Music video                                                                             |
| 2014 | Sea Ess                          | Director                               | Music video                                                                             |
| 2014 | Know Thyself                     | Writer, director and producer          | Short film, premiered at the New Film Makers New York at Anthology Film Archive in 2016 |
| 2014 | Fade to Gold                     | Director                               | Short film for LoveGold and Wright and Teague                                           |
| 2018 | Medusa's Ankles                  | Director                               | Short film based on Medusa's Ankles by author A. S. Byatt                               |
| 2018 | Taught You How To Feel           | Director                               | Music video                                                                             |
| 2018 | Iguana Bird                      | Director                               | Music video                                                                             |
| 2019 | Fallible                         | Director                               | Music video                                                                             |
| 2021 | Melt                             | Director                               | Music video                                                                             |

### Biên kịch
| Năm  | Phim                             | Vai trò                                | Ghi chú                                                 |
| ---- | -------------------------------- | -------------------------------------- | ------------------------------------------------------- |
| 2012 | Separate We Come, Separate We Go | Screenwriter only, screenwriting debut | Premiered at the Cannes Film Festival short film corner |

### Vai trò khác
| Năm  | Tiêu đề                                  | Phim             | Ghi chú                                    |
| ---- | ---------------------------------------- | ---------------- | ------------------------------------------ |
| 2020 | Babbitty Rabbitty and her Cackling Stump | Người dẫn chuyện | Audiobook of The Tales of Beedle the Bard. |

### Sách
| Năm xuất bản | Tiêu đề                                                                          | Ghi chú |
| ------------ | -------------------------------------------------------------------------------- | ------- |
| 2022         | Go Gently: Actionable Steps to Nurture Yourself and the Planet. OCLC 1256804563. |         |